# Ý thức (triết học)
Ý thức theo định nghĩa của triết học Mác - Lenin là một phạm trù được quyết định với phạm trù vật chất, theo đó ý thức là sự phản ánh thế giới vật chất khách quan vào bộ óc con người và có sự cải biến và sáng tạo. Ý thức có mối quan biện chứng với vật chất.